# 1973年鐵路
此條目列出1973年發生有關鐵路運輸的事件。

## 事件

### 1月
- 1月1日：旭川電氣軌道停運。

### 3月
- 3月4日：名古屋鐵道舉母線停運。
- 3月31日：多倫多地鐵央街－大學線由艾靈頓站延長至約妙斯站[1]。

### 4月
- 4月1日：武藏野線通車，羽後交通雄勝線停運。
- 4月9日：根岸線停運。
- 4月16日：越後交通栃尾線停運。
- 4月23日：北京地鐵一期工程由古城路站延長至蘋果園站。

### 7月
- 7月1日：盛線延長至吉濱站。

### 9月
- 9月1日：伊勢鐵道伊勢線通車。
- 9月9日：千歲線改組。
- 9月9日：平壤地鐵千里馬線通車。
- 9月29日：福井鐵道鯖浦線（日语：鯖浦線）停運。

### 10月
- 10月1日：牟岐線通車。

### 11月
- 11月27日：都營地下鐵6號線由日比谷站延長至三田站。

### 12月
- 12月7日：大阪府都市開發泉北高速鐵道線延長至栂·美木多站。
- 12月16日：大夕張鐵道線（日语：三菱石炭鉱業大夕張鉄道線）停運。
- 12月30日：布達佩斯地鐵1號線由塞切尼浴場站延長至墨西哥大街站。